# César Solaun Solana
César Solaun Solana (Bilbao, Biscaia, 29 de desembre de 1970), fou un ciclista basc, professional entre 1994 i 1997. En el seu palmarès destaca la victòria a la Volta a La Rioja, i el 2n lloc al Campionat d'Espanya en ruta de 1997.

## Palmarès
- 1995
  - Vencedor d'una etapa de la Vuelta a los Valles Mineros
- 1998
  - Vencedor d'una etapa de la Volta a l'Alentejo
- 2001
  - 1r a la Volta a La Rioja i vencedor d'una etapa

### Resultats a la Volta a Espanya
- 1994. 69è de la classificació general
- 1996. 38è de la classificació general
- 1997. Abandona
- 1999. 66è de la classificació general

### Resultats al Tour de França
- 1998. Abandona
- 1999. 39è de la classificació general

### Resultats al Giro d'Itàlia
- 2001. 28è de la classificació general.